# Епархия Парнаибы
Епархия Парнаибы (лат. Dioecesis Parnaibensis) — епархия Римско-Католической церкви c центром в городе Парнаиба, Бразилия. Епархия Парнаибы входит в митрополию Терезины. Кафедральным собором епархии Парнаибы является собор Пресвятой Девы Марии.

## История
16 декабря 1944 года Римский папа Пий XII издал буллу Ad Dominici gregis bonum, которой учредил епархию Парнаибы, выделив её из епархии Пиауи (сегодня — Архиепархия Терезины).
12 июня 1975 года епархия Парнаибы передала часть своей территории в пользу возведения новой епархии Кампу-Майора.

## Ординарии епархии
- епископ Felipe Benito Condurú Pacheco (7.02.1946 — 17.01.1959);
- епископ Paulo Hipólito de Souza Libório (20.06.1959 — 23.04.1980);
- епископ Эдвальду Гонсальвес Амараль (2.09.1980 — 24.10.1985) — назначен архиепископом Масейо;
- епископ Joaquim Rufino do Rêgo (25.03.1986 — 21.02.2001);
- епископ Альфреду Шёффлер (21.02.2001 — по настоящее время).

## Источник
- Annuario Pontificio, Ватикан, 2007